# Schistura clatrata
Schistura clatrata es una especie de peces de la familia Balitoridae en el orden de los Cypriniformes.

## Morfología
• Los machos pueden llegar alcanzar los 6,6 cm de longitud total.

## Distribución geográfica
Se encuentra en la cuenca del río Mekong a su paso por Laos.

## Hábitat
Es un pez de agua dulce.